# Poelruiter
De poelruiter (Tringa stagnatilis) is een vogel uit de familie van de strandlopers en snippen (Scolopacidae).

## Kenmerken
De vogel is 22 tot 25 cm lang en lijkt op de groenpootruiter, maar heeft het formaat van een tureluur. Hij heeft een zeer dunne snavel en opvallend lange poten. De bovendelen zijn grijs met in de zomer zwartbruine vlekjes, het voorhoofd, de borst, buik en staart zijn wit. In zomerkleed is de borst met donkere vlekken bedekt. De poten zijn vaalgeel of geelgrijs, zelden oranje-achtig. De snavel is zwart. Onvolwassen vogels lijken op de ouders in winterkleed, maar hebben donkerdere bovendelen en het midden van de borst is wit.

## Verspreiding en leefgebied
De soort komt voor van oostelijk Europa tot oostelijk Siberië en noordoostelijk China. Hij leeft op de steppen, moerassen en vochtige graslanden van de Zwarte Zee tot de Aralzee en op sommige plaatsen in Finland. Het is een trekvogel die overwintert in Afrika, het Midden-Oosten en Zuid-Azië.

### Voorkomen in West-Europa
De vogel trekt over Oost-Europa en dwaalt daarbij soms af naar het westen. Het is in de Lage Landen een zeldzame doortrekker. In Nederland werd de soort na 1957 steeds vaker gezien. In de jaren 1980 meer dan vijf maal, tussen 1990 en 1992 was dat 17 maal. Vanaf 1993 worden de waarnemingen niet meer speciaal gemeld en beoordeeld, toen waren het er al 139. De vogel wordt waargenomen tussen eind maart en eind oktober, de meeste gevallen in april, mei en juli en augustus.

## Broeden
Poelruiters broeden in de buurt van water, in het gras. Het nest is een ondiep kuiltje, goed verstopt in de bodemvegetatie, bedekt met wat stro, gras en bladeren. Er worden 4 peervormige geel tot roodachtige eieren in gelegd die bedekt zijn met donkere vlekken. Deze worden in de maanden mei of juni gelegd.

## Voedsel
Poelruiters eten hoofdzakelijk waterinsecten en de larven daarvan, tevens weekdieren en kleine kreeftachtigen, die ze uit ondiep water en waterplanten halen.

## Status
De grootte van de wereldpopulatie is in 2015 geschat op 260.000 tot 1.200.000 individuen. De soort gaat in aantal achteruit. Echter, het tempo ligt onder de 30% in tien jaar (minder dan 3,5% per jaar). Om deze redenen staat de poelruiter als niet bedreigd op de Rode Lijst van de IUCN.